# ПЭВМ Русич
«Русич» — 8-разрядный советский учебный персональный компьютер на базе процессора ИМ1821ВМ85А (клон Intel 8085). Разработан и выпускался на Белгородском опытном радио-приборном заводе «Прогресс».

## Описание
Представляет собой РМУ (рабочее место ученика), не работает автономно, взаимодействует с центральной ЭВМ сети, РМП (рабочим местом преподавателя). Оснащался монитором МС-6105 («колокольчик») или МС-6106. Имел два варианта объёма ПЗУ: 8 Кб (1 × 573РФ4) с сетевым загрузчиком или 24 Кб (3 × 573РФ4) с интерпретатором языка Бейсик, редактором и тестами. Работал под управлением операционной системы CP/M, при этом центральным компьютером выступал IBM PC/AT совместимый ПК.
Компьютер использовался для обучения логическому программированию на языке Пролог.